# Ligne de Valenciennes-Faubourg-de-Paris à Hautmont
La ligne de Valenciennes-Faubourg-de-Paris à Hautmont est une ligne ferroviaire française, à écartement standard, entièrement située dans le département du Nord. Elle relie la gare de Valenciennes-Faubourg-de-Paris (désormais fermée) à celle d'Hautmont. Elle est déclassée de Valenciennes à Bavay, tandis qu'une courte section terminale demeurait ouverte au trafic de fret.
Elle constitue la ligne no 253 000 du réseau ferré national.

## Histoire

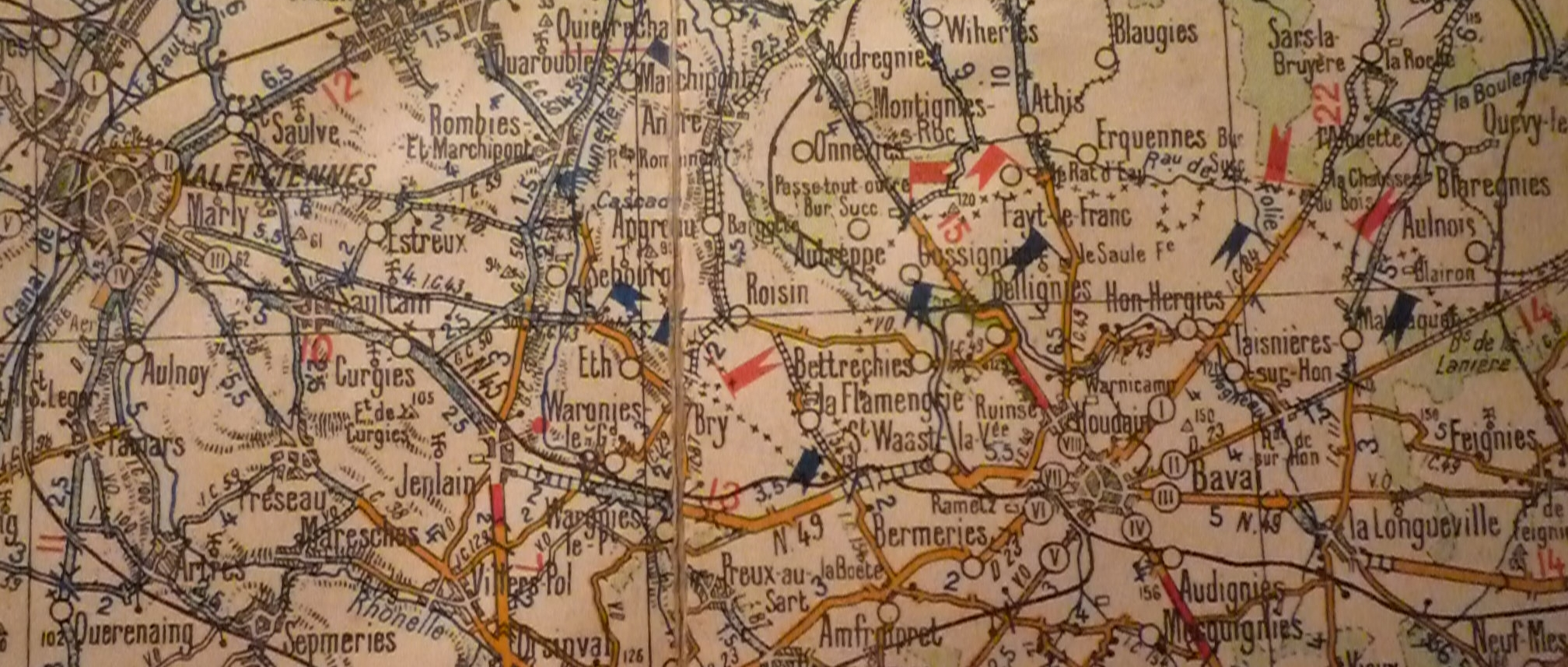
Carte datant des années 1920, montrant le tracé de la ligne.

Une ligne de « Valenciennes à Douzies » est concédée au sieur Carpentier par une convention signée le 3 avril 1872 avec le préfet du département du Nord. Cette convention est approuvée et la ligne est déclarée d'utilité publique, à titre d'intérêt local, par un décret le 11 septembre 1873.
Les 31 décembre 1875 et 2 février 1876, la Compagnie des chemins de fer de Lille à Valenciennes signe un traité avec la Compagnie des chemins de fer du Nord pour l'exploitation jusqu'à l'échéance de la concession de l'ensemble des lignes dont elle est concessionnaire. Ce traité est approuvé par un décret le 20 mai 1876.
La ligne est reprise définitivement par la Compagnie des chemins de fer du Nord selon les termes d'une convention signée entre le ministre des Travaux publics et la compagnie le 5 juin 1883. Cette convention est approuvée par une loi le 20 novembre suivant qui reclasse la ligne dans le réseau d'intérêt général.
Elle est fermée à la desserte voyageurs le 28 septembre 1969 en totalité, puis au trafic marchandises en 1992 de Marly-lez-Valenciennes à Saultain (13 km). Les dernières circulations de trains de marchandises sur le tronçon de Bavay à Douzies datent du début des années 2000. Cette section (12,8 km) non circulée et neutralisée, ainsi que son prolongement (1,6 km) sur l'ancienne ligne vers Gussignies, qui font l'objet d'un projet de voie verte, ont été fermés le 26 juillet 2020 ; les emprises restent dans le domaine public de l'État affecté à SNCF Réseau

## Tracé
La ligne de Valenciennes-Faubourg-de-Paris à Hautmont se sépare de la ligne de Fives à Hirson à hauteur de la gare de Valenciennes-Faubourg-de-Paris ; le terrain y est désormais utilisé par le tramway de Valenciennes, pour une portion de quelques centaines de mètres entre les stations Porte de Paris et Nungesser.
La principale gare desservie était celle de Bavay, qui comportait un dépôt, au croisement avec la ligne d'Escaudœuvres à Gussignies. Cette gare est détruite en 2018.

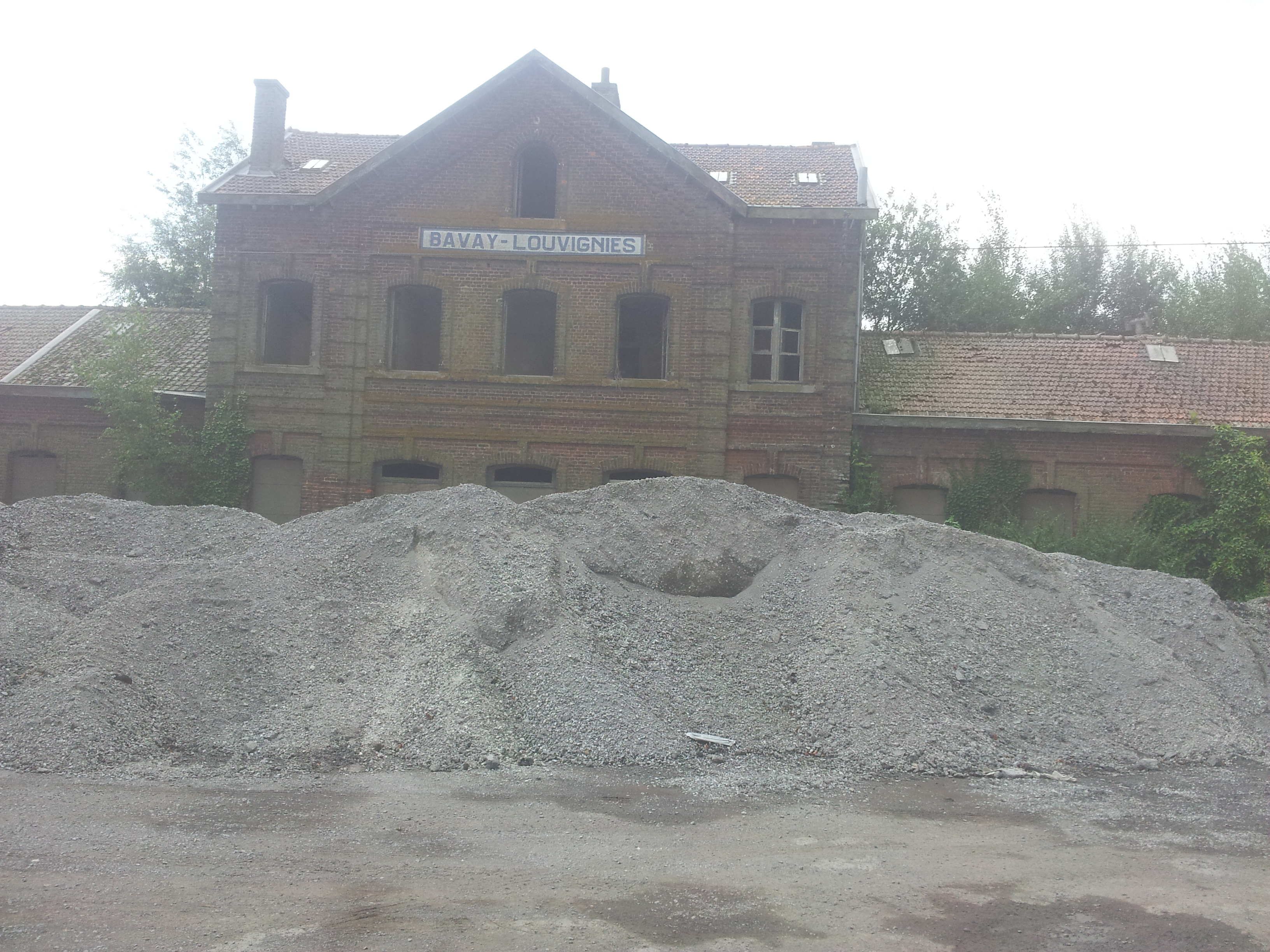
La gare de Bavay, en 2013.
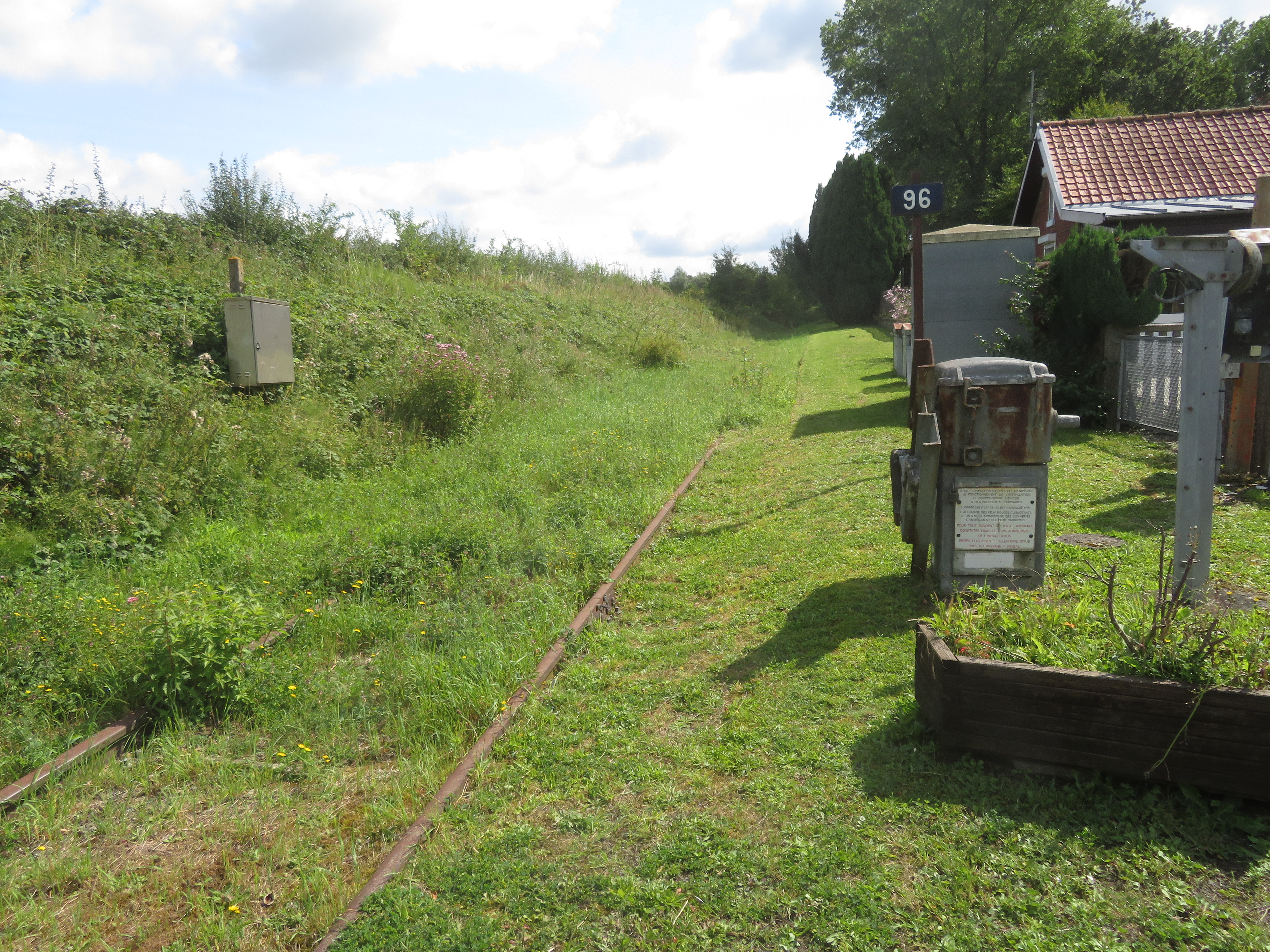
Ancienne halte d'Audignies.
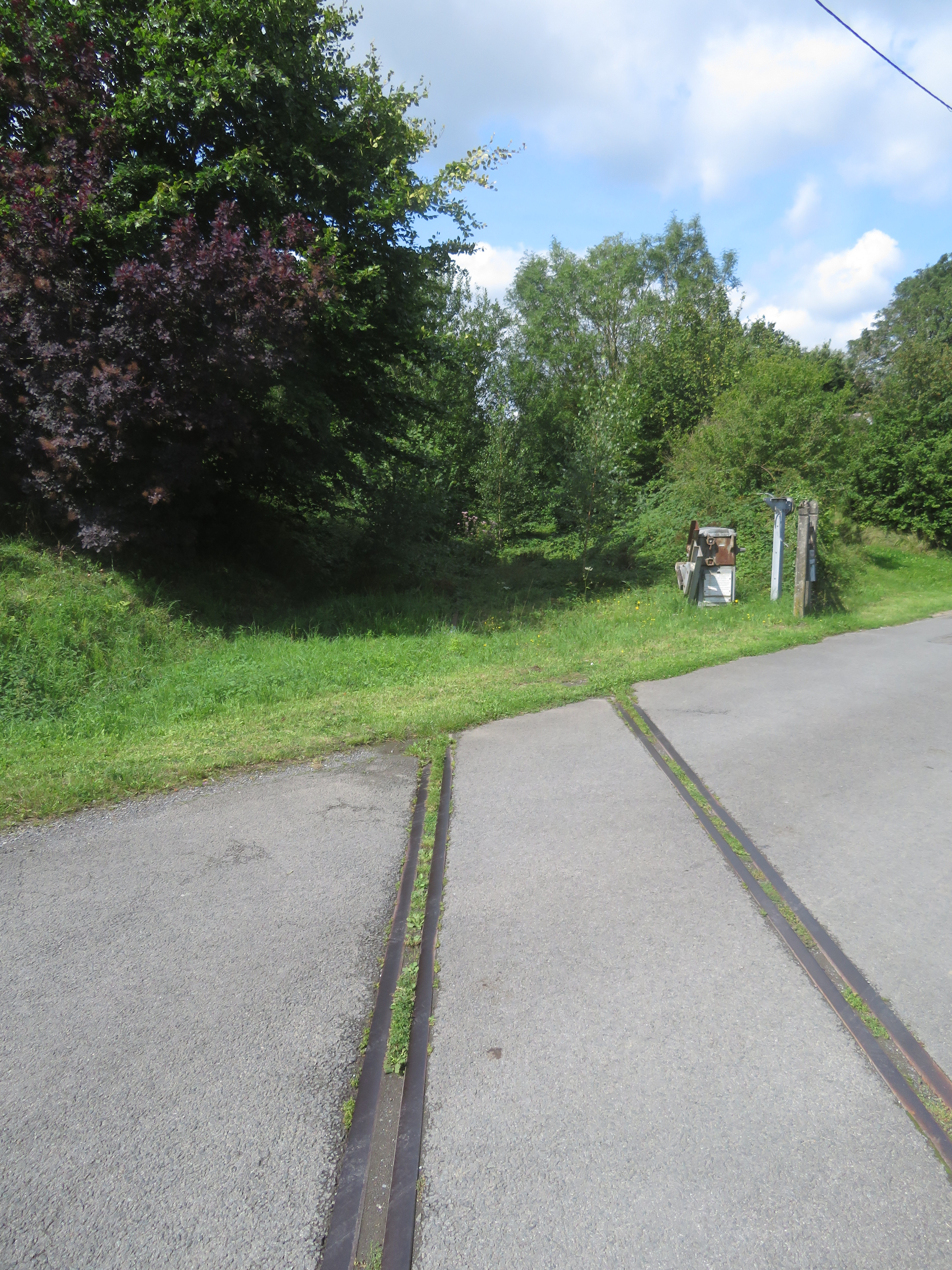
Ancien passage à niveau, rue du château à Audignies.